# چقلوی سفلی
چقلوی سفلی  یا آشاقی چقلو، روستایی از توابع بخش افشار شهرستان خدابنده در استان زنجان ایران است.

## جمعیت
این روستا در دهستان قشلاقات افشار قرار دارد و براساس سرشماری مرکز آمار ایران در سال ۱۳۸۵، جمعیت آن ۲۲۵ نفر (۴۸خانوار) بوده‌است.

## شغل
اهالی روستا از طریق کشت دیم گندم و جو امرار معاش می‌کنند